# Katoliška cerkev na Nizozemskem
Katoliška cerkev na Nizozemskem (nizozemsko Rooms-katholiek kerkgenootschap in Nederland) je del svetovne Rimskokatoliške cerkve pod duhovnim vodstvom papeža v Rimu. Njen primas je nadškof metropolit v Utrechtu, trenutno od leta 2008 Willem Jacobus Eijk. Leta 2015 je bil katolicizem največja religija na Nizozemskem s približno 23 %   Nizozemcev. Ta odstotek je bil šestdesetih letih dvajsetega stoletja na nivoju 40 %.
Čeprav se je število katoličanov na Nizozemskem v zadnjih desetletjih močno zmanjšalo, je Katoliška cerkev še danes največja verska skupina na Nizozemskem. Nekoč znana kot protestantska država, je katolicizem po prvi svetovni vojni presegel protestantizem in leta 2012 je bila Nizozemska samo 10-odstotno nizozemsko protestantska (padec s 60-odstotkov v začetku 20. stoletja). Katoliška cerkev na Nizozemskem ima po ocenah 3,7 milijona katoličanov (2021), kar je 21,7 % prebivalstva . Katoliška cerkev na Nizozemskem je uradno utrpela  izgubo članstva za 650.000 ljudi med letoma 2003 (4.532.000 oseb / 27,9 % celotnega prebivalstva) in 2015 (3.882.000 oseb / 22,9 % celotnega prebivalstva),  Število ljudi, registriranih kot katoličani na Nizozemskem še naprej upada, približno za pol odstotka letno.
Severni Brabant in Limburg sta bila zgodovinsko najbolj katoliška dela Nizozemske, katolicizem in nekatere njegove tradicije pa tamkajšnjim ljudem zdaj tvorijo kulturno identiteto in ne versko identiteto. Velika večina katoliškega prebivalstva je zdaj v praksi večinoma nereligiozna (v skladu s preostalim nizozemskim prebivalstvom). Raziskava med samoopredeljenimi katoličani na Nizozemskem leta 2007 je pokazala, da jih je le 27 % mogoče šteti za teiste ; 55 % kot ietsist, deist ali agnostik ; in 17 % kot ateist. Leta 2015 samo 13 % nizozemskih katoličanov verjame v obstoj nebes, 17 % v osebnega Boga in manj kot polovica verjame, da je bil Jezus Božji Sin ali da ga je Bog poslal. 
Obisk katoličanov v nedeljski cerkvi se je v zadnjih desetletjih zmanjšal na manj kot 200.000 ali 1,2 % nizozemskega prebivalstva leta 2006.  Novejši podatki o obisku nedeljske cerkve niso bili objavljeni (z izjemo škofije Roermond), čeprav so sporočila za javnost omenila nadaljnji upad od leta 2006.
Decembra 2011 je Wim Deetman, nekdanji nizozemski minister za izobraževanje, objavil poročilo, v katerem je podrobno opisal razširjeno zlorabo otrok v katoliški cerkvi na Nizozemskem: poročali so o 1800 primerih zlorabe "s strani duhovščine ali prostovoljcev znotraj nizozemskih katoliških škofij" od leta 1945. 
Načrtovani obisk papeža Frančiška na Nizozemskem je leta 2014 preprečil kardinal Wim Eijk, domnevno zaradi bojazni, da v nizozemski javnosti ni zanimanja za papeža.

## Zgodovina

### Zgodnji srednji vek: pokristjanjevanje Nizozemske
Od 4. do 6. stoletja našega štetja je potekalo veliko preseljevanje, v katerem so majhna keltsko-germansko-rimska plemena v Nizkih deželah postopoma izpodrinila tri velika germanska plemena: Franki, Frizijci in Sasi .
Najmočnejši med njimi so bili Franki (ki so takrat prebivali med Renom in Sommo ) in so se spreobrnili v katoliško krščanstvo v času vladavine kralja Klodvika I. okoli leta 500 našega štetja. Večina regije je tako padla pod Frankovsko kraljestvo in nato pod Karolinško cesarstvo do konca 9. stoletja. 
Južna Nizozemska je bila morda pokristjanjena že v 4. stoletju, glede na izročilo svetega Servacija, ki je bil najprej škof v Tongerenu, kasneje v Maastrichtu. Šele od škofa Domicijana (ok. 535) je ugotovljeno, da je v Maastrichtu prebival škof. Najstarejša pričevanja o krščanskem življenju na Nizozemskem je pet nagrobnikov s krščanskimi simboli iz 5. in 6. stoletja, ki so jih našli v in okoli bazilike svetega Servacija v Maastrichtu. Da niso bili vsi kristjani, je razvidno iz odkritja na stotine merovinških grobov z grobnimi pridatki na pokopališču in blizu njega, kar kaže na nekrščanske pogrebne tradicije. Poleg tega je bilo krščanstvo vsaj do sedmega stoletja omejeno na mesta; podeželje je ostalo večinoma nekristjanizirano. Sever Nizozemske je bil verjetno pokristjanjen šele veliko pozneje.
Iz središča škofije Tongeren-Maastricht-Liège, zaporedoma iz mest Tongeren, Maastricht in Liège, je bil ta del Nizkih dežel verjetno pokristjanjen. Po izročilu naj bi bil v tem mestu leta 384 pokopan prvi maastrichtski škof Servacij, čeprav je šele od škofa Domicijana (ok. 535) ugotovljeno, da je prebival v Maastrichtu.
Sveti sedež v Rimu je okoli leta 635 poslal Amanda kot misijonarja k Frankom in Frizijcem. Dve leti je živel kot škof v Maastrichtu in kasneje postal apostol Flandrije. Lambert (ok. 635 - 705/706), frankovski plemič, in Hubert (ok. 665-727 ) sta bila dva njegova naslednika. Konec 7. stoletja je anglosaški menih Vilibrord (658-739) zapustil svoj samostan v Rathmelsigiju na Irskem z dvanajstimi uslužbenci in odšel na misijon na Nizozemsko. Leta 695 je prejel uradno poslanstvo od papeža Sergija I. in bil posvečen za frizijskega škofa. Med njegovimi sodelavci najdemo Suitberta , brata Ewald in več kot tri leta Bonifacija, ki je bil leta 754 ubit v Dokkumu. Willibrord je umrl leta 739 v samostanu, ki ga je sam ustanovil v Echternachu. Njegovo delo je nadaljevalo več škofov in duhovnikov, med njimi Gregorius, Liudger, Lebuin Frizijski in Vilehad.
Obalno Frizijsko kraljestvo je ostalo germansko pogansko, vendar ga je sčasoma osvojil Karel Martel in ga po bitki pri Boarnu leta 734 vključil v katoliško Frankovsko kraljestvo. Severni deli Nizozemske so bili spreobrnjeni kot del anglosaške misije, ko so se katoliški kristjani iz različnih kraljestev anglosaške Anglije preselili na celino, kot sta sv. Vilibrord, apostol Frizijcev in sveti Bonifacij, ki je bil mučen v Friziji. Oba sta delovala v osmem stoletju in imela velik vpliv na spreobrnitev dežele. Območja v Nizkih deželah, ki so sčasoma postala del sodobne Nizozemske, so bila del Srednje Francije in nato Lotaringije, preden so sčasoma postala del Svetega rimskega cesarstva nemškega naroda kot del Burgundske Nizozemske.

### Srednjeveško obdobje: samostani
Od 7. stoletja so tako kot povsod po zahodni Evropi ustanavljali moške ali ženske samostane. Najstarejši samostan na Nizozemskem je bila opatija Susteren, ki jo je leta 714 ustanovil Willibrord, sledila pa ji je opatija Sint-Odiliënberg (konec 8. stoletja). [15] Po vikinški dobi, v kateri je bilo veliko cerkva in samostanov uničenih ali izropanih, je v 10. stoletju prišlo do novega vala samostanskih ustanov. Te so bile benediktinskega izvora : opatija Egmond, opatija Hohorst pri Amersfoortu (kasneje preseljena v Utrecht; glej Opatija Šent Pavel (Utrecht)), opatija Thorn in opatijo Elten. V naslednjih stoletjih se pojavi še več benediktinskih samostanov, pa tudi novi samostani redovnikov sv. Avguština (opatija Rolduc 1104, samostan Ludinga ok. 1160), Premonstratencev (Middelburg 1123, Beesd 1129, Berne 1134, Hallum 1163, Kloosterburen 1175 ), cistercijanov (Rinsumageest 1160, Samostan Bloemkamp v Hartwerdu 1194, samostan Aduard 1192), frančiškanov ('s-Hertogenbosch 1228, Maastricht 1234, Utrecht 1246, Groningen ok. 1250), dominikancev (Utrecht 1232, Maastricht ok. 1250) in mnogi drugi. Ti samostani so imeli velik duhovni in intelektualni videz in so bili pogosto obdarjeni s posestmi in desetinami ali davki. Oskrbovali so tudi številne župnije v okolici opatije.
Ozemlja je bilo prvotno pod dinastijo Valois-Burgundije do konca 15. stoletja je bilo del Habsburške Nizozemske kot del velikega Katoliškega habsburškega cesarstva, ki mu je prevladovala Kraljevina Španija .

### Od vzpona kalvinizma
Od osamosvojitvene vojne so bili katoličani sistematično in uradno diskriminirani s strani protestantske vlade vse do druge polovice 20. stoletja, kar je imelo velik vpliv na gospodarski in kulturni razvoj južnega dela Nizozemske. Od reformacije do 20. stoletja so bili nizozemski katoličani večinoma omejeni na nekatera južna območja na Nizozemskem, kjer še vedno tvorijo večino ali veliko manjšino prebivalstva. Vendar pa s sodobnimi premiki prebivalstva in z naraščajočo sekularizacijo ta območja postajajo vedno manj pretežno katoliška. Registrirani katoličani še vedno predstavljajo rahlo večino v najjužnejši nizozemski provinci Limburg (glej pregled po škofijah).
Potem ko je Nizozemska leta 1580 prepovedala katoliško vero, je Nizozemska postala misijonsko ozemlje pod kanonično oblastjo Kongregacije za širjenje vere (tako imenovana nizozemska misija). Škofovska hierarhija je bila obnovljena šele leta 1853. 

### Obnova katoliške hierarhije
V poznem devetnajstem in zgodnjem dvajsetem stoletju so katoličani tvorili ločen družbeni steber s svojimi šolami, radijskimi postajami, bolnišnicami, sindikati in politično stranko. Sklenili so koalicijo z ortodoksnimi protestanti, ki so se prav tako čutili diskriminirane. Ta stebrna in koalicijska vlada je bila pomembna za osvoboditev katoličanov od njihove socialne izključenosti. V obdobju med letoma 1860 in 1960 je katoliško cerkveno življenje in ustanove cvetelo. To obdobje se imenuje "Bogato rimsko življenje" (nizozemsko: Het Rijke Roomse leven ). V tem obdobju je število katoličanov v nizozemskem prebivalstvu naraslo do približno enakosti s protestanti, kot na Severnem Irskem, Škotskem, v Švici in Nemčiji. 

### Novejši čas
Na drugem vatikanskem koncilu so bili na liberalnem krilu vidni predstavniki nizozemske Cerkve: zlasti kardinal Bernardus Johannes Alfrink, ki je imel pod vodstvom belgijskega peritija Edwarda Schillebeeckxa in tudi p. Johannes Willebrands, ki se je ukvarjal z ekumenizmom in spodbujanjem verske svobode. Medtem ko je na drugi strani p. Sebastiaan Tromp, Nizozemec, ki je delal pod vodstvom kardinala Alfreda Ottavianija, je sodeloval pri pripravi prvotnih konservativnih shem, ki so bile zavržene. Po koncilu sta Schillebeeckx in Piet Schoonenberg izdala nizozemski katekizem, ki je bil eden bolj radikalnih prikazov " duha II. vatikanskega koncila" v Evropi. Škofovska konferenca Nizozemske pod vodstvom Johannesa Bluyssena je bila v tem času vpletena v številne polemike z Rimom, tudi v zvezi z najrazličnejšimi vprašanji od morale, doktrine do liturgije.
Po letu 1970 se je poudarek na katoliških konceptih in tradicijah, kot so pekel, hudič, greh, spoved, klečanje, kateheza, polaganje hostije na jezik s strani duhovnika, in nauk o ponovni poroki vdov, ločitvi in predzakonskih spolnih odnosih hitro izginil; te koncepte in tradicije le redko, če sploh kdaj, najdemo v sodobnem nizozemskem katolicizmu. Med "katoliškim" jugom in "protestantskim" severom je še vedno kulturna ločnica, toda s skupno 1,5 milijona ljudi in 20 % industrijske proizvodnje na Nizozemskem je južno "katoliško" območje BrabantStad postalo eno izmed glavnih gospodarsko pomembnih metropolitanskih regij Nizozemske.
V osemdesetih in devetdesetih letih se je cerkev polarizirala. Glavna organizacija konservativcev so bili kontaktni rimokatoliki. Glavna organizacija liberalcev je bilo Gibanje osmi maj (nizozemsko: "Acht Mei-beweging"), ustanovljeno zaradi sporov o papeškem obisku leta 1985; Gibanje je imelo težaven odnos s škofi in je leta 2003 razpadlo.
Trenutno je katolicizem še vedno največja religija na Nizozemskem s približno štirimi milijoni registriranih članov, kar je 22,9 % nizozemskega prebivalstva leta 2015.  Leta 2006 se je v škofiji 's-Hertogenbosch (v vzhodnem delu Severnega Brabanta in delu Gelderlanda ) maše udeležilo le 45.645 prebivalcev, večinoma starejših od 65 let, kar je le 2 % celotnega prebivalstva tega območja. V zahodnem Severnem Brabantu (škofija Breda) se je močno zmanjšalo tudi število ljudi, ki se povezujejo s katolištvom. Obisk cerkve je na zahodu še nižji, saj je leta 2006 cerkve obiskoval le 1 % prebivalstva Zahodnega Brabanta.
Večina katoličanov živi v južnih provincah Severni Brabant in Limburg, kjer so vsaj do poznih osemdesetih let 20. stoletja predstavljali večino prebivalstva. Po podatkih cerkvene uprave leta 2010 sta imeli dve škofiji, s-Hertogenbosch in Roermond, še vedno katoliško večino; opazno je, da je leta 2005 SILA (Stichting Interkerkelijke Ledenadministratie) v teh dveh škofijah popisala bistveno manjše število katoličanov. To kaže na velik razkorak med članstvom in dejansko pripadnostjo.
92 % nizozemskih katoličanov podpira istospolne poroke, 3 % pa jim nasprotujejo. 95 % nizozemskih katoličanov meni, da bi morala družba sprejeti homoseksualnost, medtem ko jih 4 % meni, da družba ne bi smela sprejeti homoseksualnosti. 

## Škandal zlorabe otrok
Decembra 2011 je Wim Deetman, nekdanji nizozemski minister, objavil poročilo, v katerem je podrobno opisal razširjeno zlorabo otrok v katoliški cerkvi na Nizozemskem: poročali so o 1800 primerih zlorabe "s strani duhovščine ali prostovoljcev znotraj nizozemskih katoliških škofij" od leta 1945. Po poročilu je bilo "tveganje neželenih spolnih napadov dvakrat večje pri mladoletnikih v institucijah kot nacionalno povprečje 9,7%. Ta ugotovitev ne razkriva bistvene razlike med katoliškimi institucijami in drugimi institucijami.«  Marca 2012 pa se je izkazalo, da so bili izpuščeni primeri kirurške kastracije 10 otrok, potem ko so policiji prijavili spolno zlorabo.  Izkazalo se je tudi, da je leta 1956 nekdanji premier Victor Marijnen, takrat predsednik otroškega doma v Gelderlandu, prikril spolno zlorabo otrok. Po poročanju časopisa Telegraph je "posredoval za razveljavitev zaporne kazni več duhovnikom, obsojenim zaradi zlorabe otrok."  Dejanskost teh trditev pa ni jasna. Komisija je vse trditve zavrnila. 

## Struktura
Na Nizozemskem je hierarhija sestavljena iz:
| - Nadškofija - Škofija |

- Utrecht – nadškof Willem Jacobus Eijk (od 2007)
  - Hertogenbosch - škof Gerard de Korte (od 2016)
  - Breda - škof Johannes Liesen (od 2011)
  - Groningen-Leeuwarden - Ron van den Hout (od 2017)
  - Haarlem – škof Jan Hendriks (od 2020)
  - Roermond - škof Hendrikus Marie Gerardus (Harrie) Smeets (od 2018)
  - Rotterdam – škof Hans van den Hende (od 2011)

## Škofije
Na Nizozemskem je sedem škofij.
Za več demografskih podrobnosti po škofijah glejte seznam katoliških škofij v Kraljevini Nizozemski .
Te številke so zadnje, ki so na voljo 31. decembra 2010 iz cerkvene statistike. 
| Število prijavljenih po škofijah in obisk cerkve (dec. 2010) | Število prijavljenih po škofijah in obisk cerkve (dec. 2010) | Število prijavljenih po škofijah in obisk cerkve (dec. 2010) | Število prijavljenih po škofijah in obisk cerkve (dec. 2010)                 | Število prijavljenih po škofijah in obisk cerkve (dec. 2010)                 |
| Škofija                                                      | Med prebivalci vpisani kot katoličani                        | Med prebivalci vpisani kot katoličani                        | Nedeljski obisk katoliške cerkve v splošni populaciji (vsaj enkrat na mesec) | Nedeljski obisk katoliške cerkve v splošni populaciji (vsaj enkrat na mesec) |
| Škofija                                                      | (prijavljen pri cerkvi kot član)                             | (odstotek)                                                   | (ljudje, ki obiskujejo cerkev)                                               | (odstotek)                                                                   |
| ------------------------------------------------------------ | ------------------------------------------------------------ | ------------------------------------------------------------ | ---------------------------------------------------------------------------- | ---------------------------------------------------------------------------- |
| Groningen-Leeuwarden                                         | ± 107.000                                                    | 5,9 %                                                        | 6.900                                                                        | 0,4 %                                                                        |
| Utrecht                                                      | ± 754.000                                                    | 18,8 %                                                       | 31.700                                                                       | 0,8 %                                                                        |
| Haarlem-Amsterdam                                            | ± 465.000                                                    | 16,1 %                                                       | 24.300                                                                       | 0,8 %                                                                        |
| Rotterdam                                                    | ± 513.000                                                    | 14,2 %                                                       | 25.800                                                                       | 0,7 %                                                                        |
| Breda                                                        | ± 437.000                                                    | 39,1 %                                                       | 12.300                                                                       | 1,1 %                                                                        |
| 's-Hertogenbosch                                             | ± 1.125.000                                                  | 53,9 %                                                       | 38.900                                                                       | 1,9 %                                                                        |
| Roermond                                                     | ± 765.000                                                    | 68,1 %                                                       | 32.800                                                                       | 2,9 %                                                                        |
| Nizozemska skupaj                                            | ± 4.166.000                                                  | 25,0 %                                                       | 172.700                                                                      | 1,0 %                                                                        |

Po podatkih cerkvene uprave sta imeli leta 2010 dve škofiji – 's-Hertogenbosch in Roermond – še vedno večino katoličanov. Omeniti velja, da je SILA (Stichting Interkerkelijke Ledenadministratie) prav za ti dve škofiji leta 2005 objavila bistveno manjše število katoličanov. Na podlagi številk SILA v škofiji Hertogenbosch leta 2010 prebivalstvo nima več katoliške večine. KASKI (Katholiek Sociaal-Kerkelijk Insituut / Katoliški družbeno-cerkveni inštitut  ) je leta 2014 ugotovil, da je 23,3 % prebivalstva nominalno katoličanov  na podlagi registracije katoliške cerkve.  Te številke so bistveno višje od števila vernikov katoličanov, ki sta jih ugotovili Univerzi Radboud in Vrije Universiteit Amsterdam (11,7 % katoličanov leta 2015).  To kaže na velik razkorak med članstvom in dejansko pripadnostjo. Zlasti katoliška cerkev pogosto trdi, da je četrtina nizozemskega prebivalstva katoličanov, pri čemer se sklicuje na uradne statistike, a ko jih povprašamo, se manj kot polovica tega števila povezuje s katoliško vero. Veliko ljudi, ki so še vedno registrirani kot člani cerkve, pravzaprav (več) niso verni, vendar se iz različnih razlogov (še) uradno niso odpovedali članstvu – pojav, znan kot 'pripadnost brez verovanja'. 
| leto | Krsti dojenčkov | obhajila | Potrditve | Pretvorbe | Poroke | Pogrebi |
| ---- | --------------- | -------- | --------- | --------- | ------ | ------- |
| 2003 | 37.065          | 40.435   | 29.385    | 805       | 7.700  | 38.130  |
| 2005 | 33.000          | 37.905   | 27.175    | 735       | 6.600  | 34.285  |
| 2010 | 23.840          | 32.410   | 21.220    | 760       | 3,865  | 28.630  |
| 2015 | 14.030          | 19.870   | 12.660    | 540       | 1.910  | 21.880  |
| 2020 | 5,170           | 6.040    | 3,810     | 275       | 395    | 16.720  |

Po podatkih Cerkve so katoličani leta 2014 postali manjšina v škofiji 's-Hertogenbosch. Število župnij na Nizozemskem se je med letoma 2003 in 2014 zmanjšalo s 1525 na 760. 
| leto | Število cerkva | Število župnij |
| ---- | -------------- | -------------- |
| 2003 | 1782           | 1525           |
| 2005 | 1740           | 1442           |
| 2010 | 1629           | 1139           |
| 2015 | 1513           | 726            |
| 2016 | 1484           | 700            |
| 2017 | 1464           | 690            |
| 2018 | 1384           | 686            |
| 2019 | 1352           | 666            |

Številne preostale cerkve so našle namene zunaj verske domene, kot so trgovine, stanovanjske zgradbe in muzeji.
 

## Pomembni nizozemski katoličani
Pomembni nizozemski katoličani skozi zgodovino so papež Hadrijan VI., Ruud Lubbers, Henrik Gorkumski, Hadewijch, Cornelius Loos, Jakob Middendorp, Hieronymus Bosch, Piet de Jong, Jan Harmenszoon Krul, Dries van Agt, Jan Steen, Casimir Ubaghs, Maxime Verhagen, Erasmus in Joan Albert Ban .